# Федяевская, Вера Константиновна
Вера Константиновна Федяевская (8 (21) сентября 1911 — 7 декабря 2007, Москва) — советский и российский живописец, график, книжный иллюстратор, заслуженный художник РФ (1994).

## Биография
Родилась в Санкт-Петербурге в старинной дворянской семье. 
Её дед — Константин Васильевич Федяевский (1835, Тамбов — 1919, Воронеж), культурный и общественный деятель, доктор медицины (1862), основатель первой фельдшерской школы при Воронежской губернской земской больнице. Имя Федяевского присвоено 2-й клинической больнице Воронежа (1966), а также одной из улиц Воронежа (1999). Отец — Константин Константинович Федяевский (1867—1943), экономист, краевед, мемуарист. Брат Константин (1903—1970) — советский учёный в области гидродинамики судна и теории корабля, доктор наук, лауреат Сталинской премии (1948). Брат, участник Белого движения, Сергей Константинович Федяевский.
В 1921 году семья Федяевских переехала в Москву.
В 1929-1930 годах училась в студии Павла Павлинова в Москве.
В 1931-1933 годах училась в Московском полиграфическом институте на художественно-графическом факультете у Константина Истомина, Павла Павлинова и Михаила Родионова.
В 1933-1938 годах училась в Московском институте изобразительного искусства у Владимира Фаворского и Андрея Гончарова.
С 1938 года участвовала в выставках, член Московского Союза художников.
Работала в монументальной мастерской ВХУТЕМАСа-ВХУТЕИНа под руководством Льва Бруни. Входила в так называемую «женскую» бригаду, где, совместно с Ольгой Эйгес, Дорой Бродской, Лидией Чага, Надеждой Элькониной и Тамарой Рейн, принимала самое активное участие в работе над главным послевоенным заказом в Монументальной мастерской — декорированием жилого дома Министерства обороны в Ермолаевском переулке, 9.
Известна своими графическими работами, а также иллюстрациями книг Саади, Коненкова, Анны Ахматовой, Николая Некрасова. Большая серия работ художницы посвящена Средней Азии, где она находилась в эвакуации во время Великой Отечественной войны; интересны её городские сценки.
В 1994 году получила звание Заслуженный художник РФ.
Умерла в Москве. Похоронена на Даниловском кладбище.
Ее произведения хранятся во многих музеях России: ГМИИ, музее-усадьбе «Остафьево», музее «Зарайский кремль», Воронежском художественном музее, музее «Сталинградская битва» и др..

## Семья
Первый муж — художник Иван Безин (1911—1943), ученик Константина Истомина и Владимира Фаворского по ВХУТЕМАСу, погиб на войне.
Второй муж — Давид Самойлович Ясиновский (1900—1975), фронтовой журналист.
Сын — Константин Давидович Ясиновский (род. 04.08.1947) — живописец, график, художник монументально-декоративного искусства, кандидат технических наук (1977).